# 鳥海月山両所宮
鳥海月山両所宮（ちょうかいがっさんりょうしょぐう）は、山形県山形市にある神社。旧社格は県社で、現在は神社本庁の別表神社。別称は吉事宮・武門吉事宮。「りょうしょのみや」と訓読みされる場合もある。
鳥海山（鳥海山大物忌神社）の神の倉稲魂命と、月山（出羽三山）の神の月夜見命を祀る。

## 歴史
社伝では、源頼義が安倍貞任討伐にあたって飽海郡吹浦の鳥海山両所神社で鳥海・月山の両神に戦勝を祈願し、勝利したので、康平6年（1063年）、その報賽として最上郷山形に社殿を造営して分霊を勧請し、国家泰平・武門吉事の神と称したのに始まると伝える。
天正年間（1573年 - 1591年）、当地の領主・最上義光は、従来の祠官を廃して真言宗成就院を別当と定め、社領を寄進した。以降、最上氏の崇敬社となり、江戸時代には歴代山形藩主の鳥居氏・水野氏の崇敬を受けた。
明治6年（1873年）に郷社に列し、明治12年（1879年）8月に県社に昇格した。昭和36年（1961年）に別表神社に加列された。

## 祭事
山形市の無形民俗文化財となってる神事「穀様（ごくだめ）し」が行われている。旧暦7月1日早朝に飯・胡瓜・茄子・粟穂・稲穂を紙に包んで土中に埋め、翌年の旧暦6月末日に掘り出し、腐敗の具合で豊凶を占う。これらはそれぞれ村山、庄内、米沢、仙台、秋田の地域に対応している。この結果を版木で紙に擦り神事に集まった者に虫除けの札と共に配布する。江戸時代に掘られた版木が山形市の有形民俗文化財に指定されている。
8月1日の例大祭では、「鳥海」と「月山」という二つの神輿を神輿団体「随神会」などが担いで宮町や銅町周辺を練り歩く。

## ギャラリー

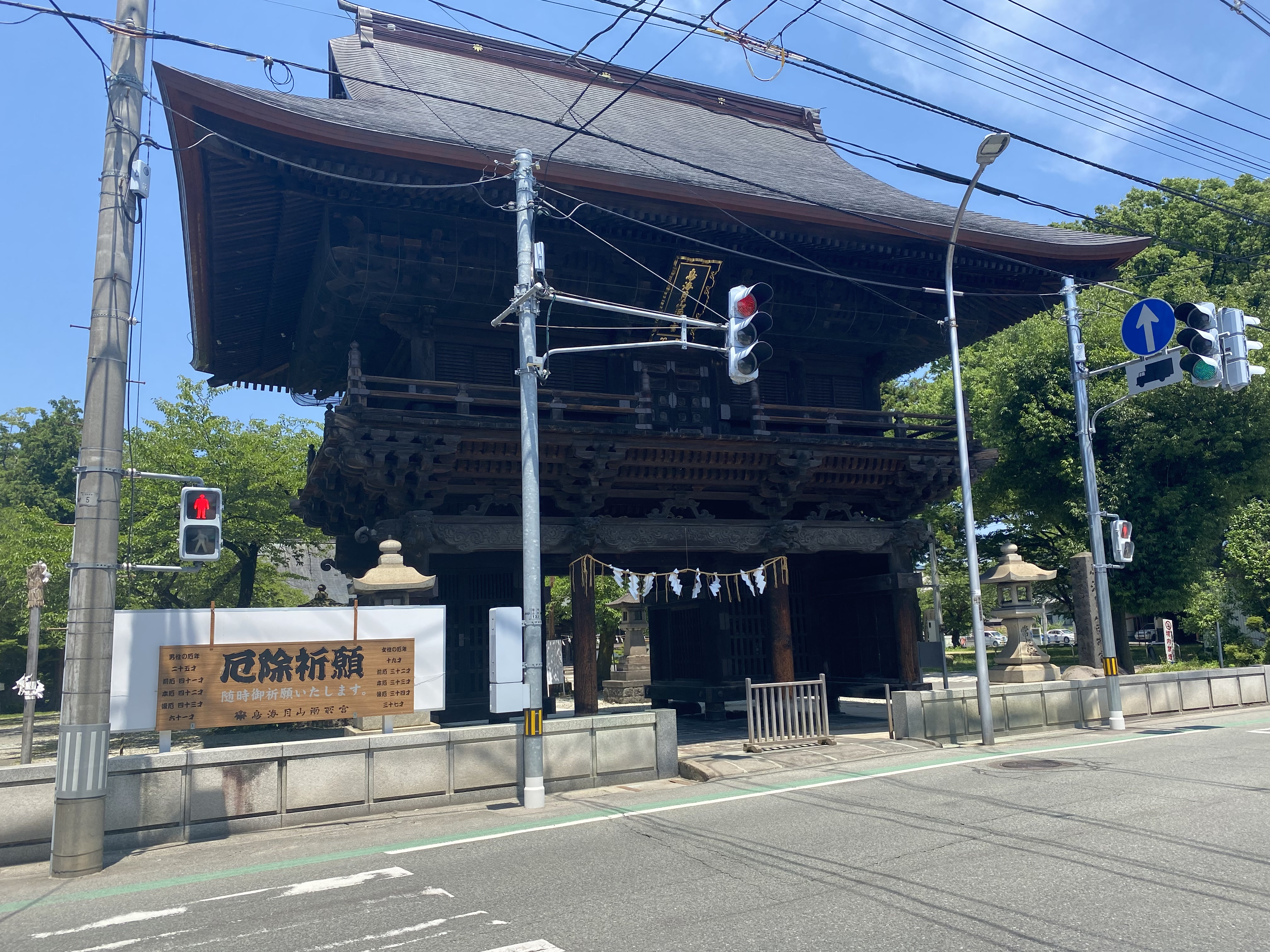
随神門（山形県指定文化財）
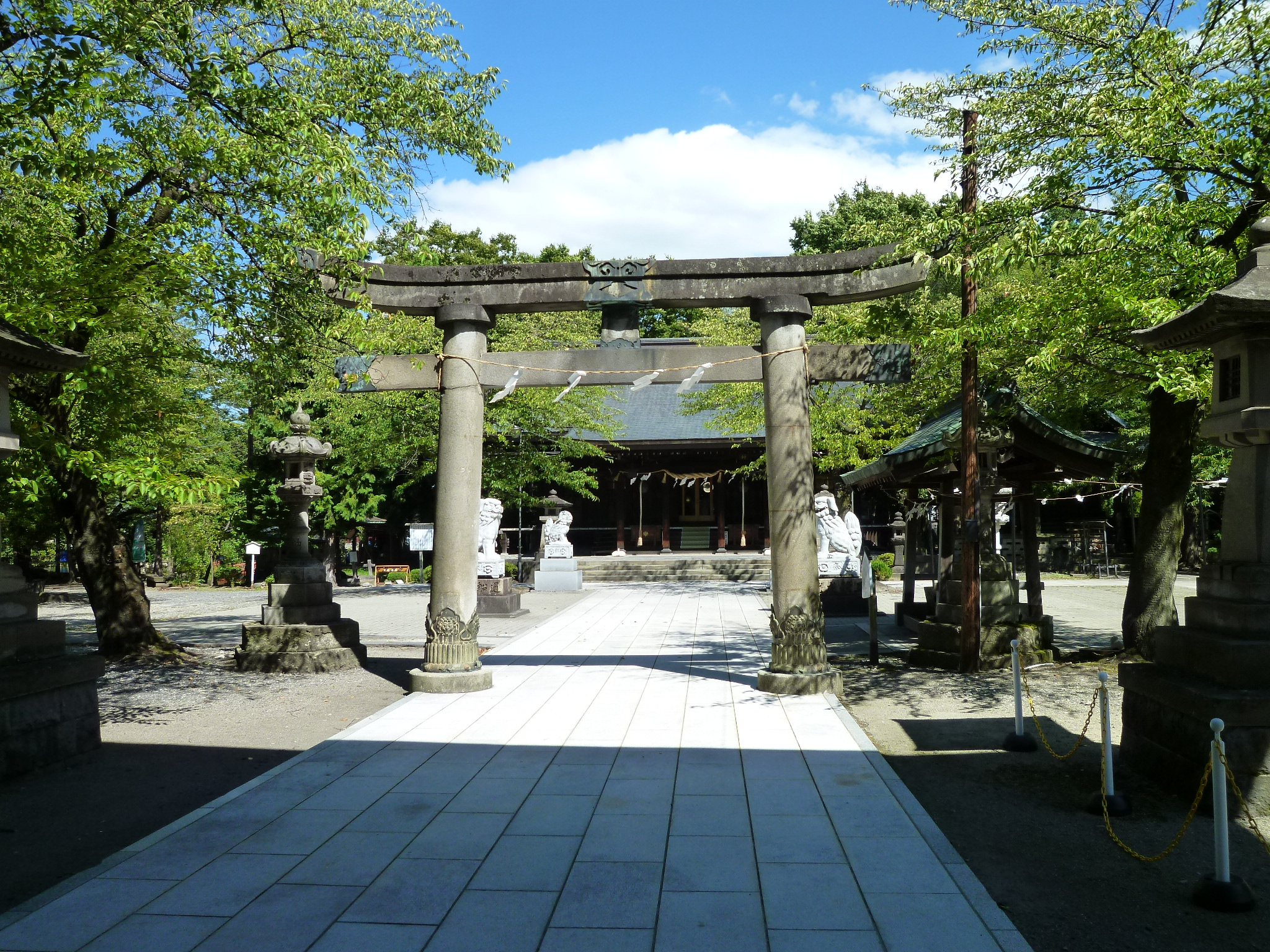
鳥居と拝殿
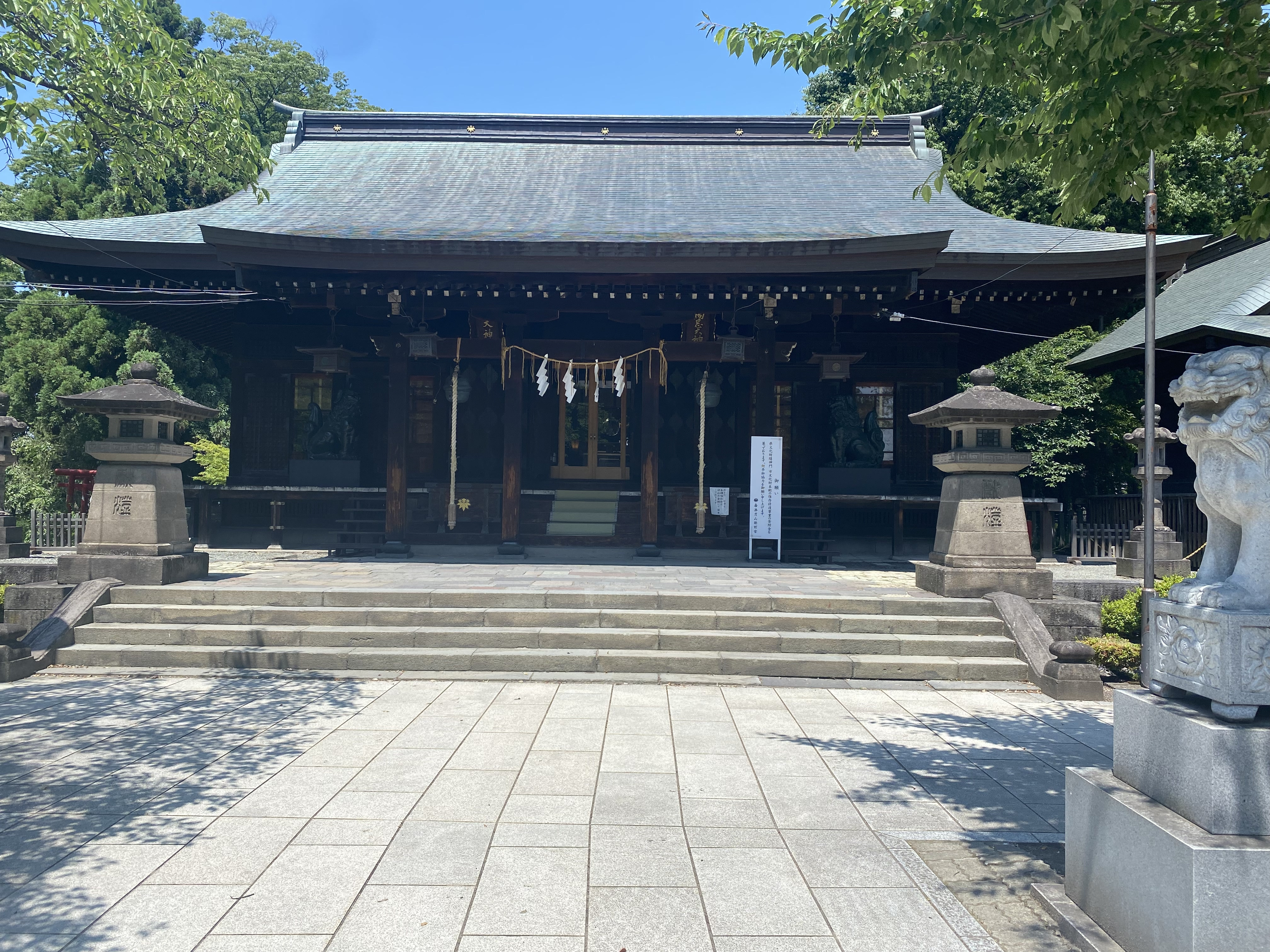
拝殿
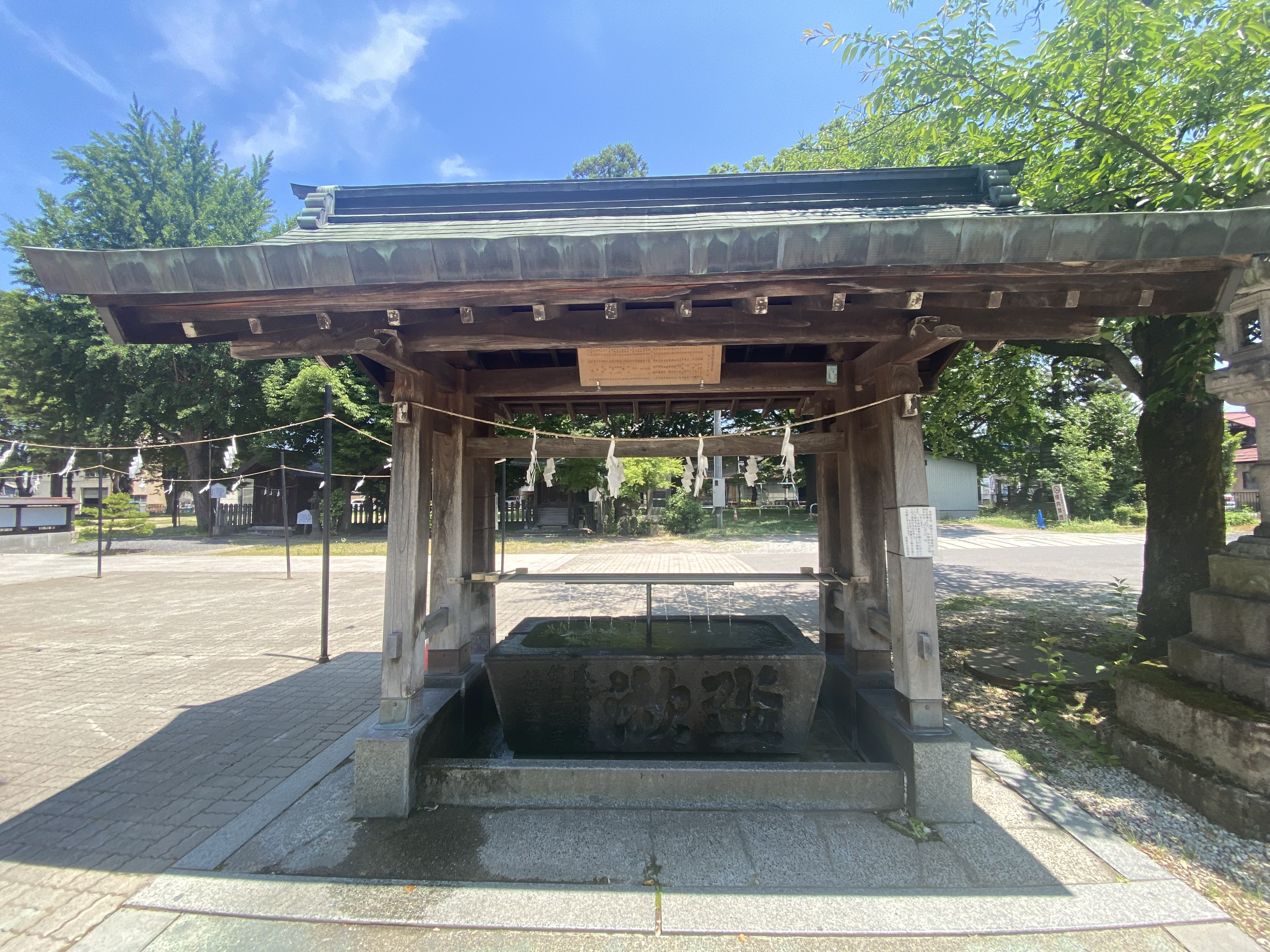
手水舎
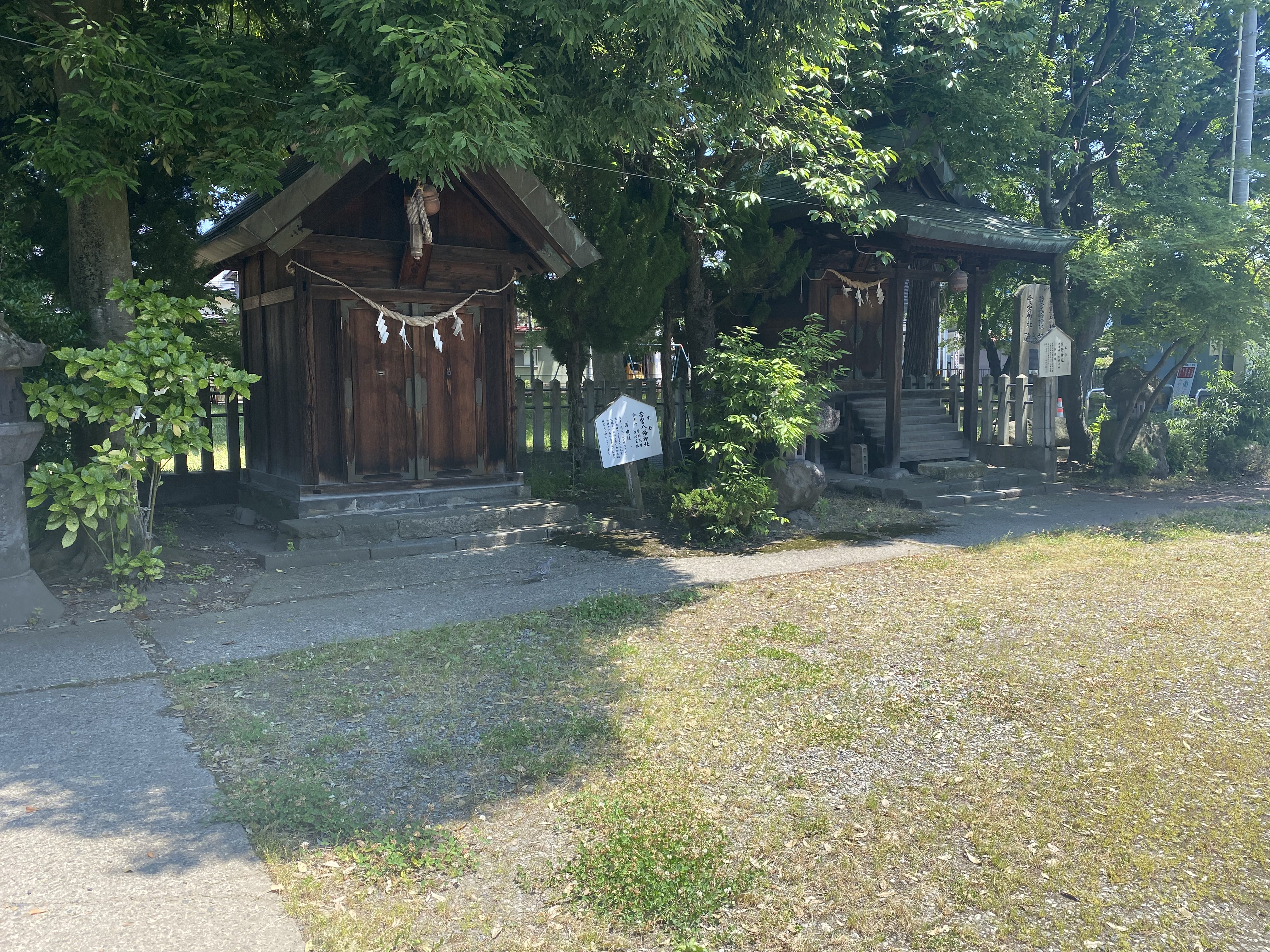
二つの摂末社

## リンク
- 鳥海月山両所宮 - 山形市観光協会